# 小行星10179
小行星10179（10179 Ishigaki）是一顆位於小行星帶的小行星。
日本群馬縣大泉町的小林隆男於1996年2月發現的小行星10179。

## 名稱
小行星10179以日本沖繩縣八重山群島中最大的島嶼石垣島命名。石垣島是日本國立天文台VERA石垣島站（石垣島天文台）的所在地。
小行星名稱是在2003年5月的小行星通報（MPC 48390）中公佈的，是日本國立天文台在小林隆男的事前聯繫下提出的，並根據VERA站的位置選定的。

## 外部連結
- NASA JPL小天體瀏覽器上的10179 Ishigaki （英文）